# Copa de Chipre 2015 (fútbol femenino)
La Copa de Chipre 2015 fue la octava edición de la Copa de Chipre, un torneo de fútbol femenino invitacional que se celebra anualmente en Chipre. Se realizó entre el 4 y el 11 de marzo de 2015.

## Equipos
- Australia
- Bélgica
- Canadá
- Corea del Sur
- Escocia
- Finlandia
- Inglaterra
- Italia
- México
- Países Bajos
- República Checa
- Sudáfrica

## Grupo A
| Equipos       | Pts | PJ | PG | PE | PP | GF | GC | Dif |
| ------------- | --- | -- | -- | -- | -- | -- | -- | --- |
| Canadá        | 9   | 3  | 3  | 0  | 0  | 4  | 0  | +4  |
| Italia        | 6   | 3  | 2  | 0  | 1  | 5  | 4  | +1  |
| Escocia       | 3   | 3  | 1  | 0  | 2  | 4  | 6  | -2  |
| Corea del Sur | 0   | 2  | 0  | 0  | 3  | 2  | 5  | -3  |

| 4 de marzo de 2015, 14:30 | Corea del Sur | 1:2 | Italia                   | Estadio GSP, Nicosia |  |
|                           | Ji So-yun 7'  |     | Bonansea 5' · Guagni 57' |                      |  |

| 4 de marzo de 2015, 17:30 | Escocia | 0:2 | Canadá                    | Estadio GSP, Nicosia |  |
|                           |         |     | Fleming 4' · Sinclair 55' |                      |  |

| 6 de marzo de 2015, 14:30 | Canadá       | 1:0 | Corea del Sur | Estadio GSZ, Larnaca |  |
|                           | Sinclair 57' |     |               |                      |  |

| 6 de marzo de 2015, 17:30 | Italia                        | 3:2 | Escocia                   | Estadio GSZ, Larnaca |  |
|                           | Girelli 18' 67' · Tarenzi 55' |     | Mitchell 69' · Little 80' |                      |  |

| 9 de marzo de 2015, 14:30 | Italia | 0:1 | Canadá      | Estadio GSP, Nicosia |  |
|                           |        |     | Chapman 50' |                      |  |

| 9 de marzo de 2015, 17:30 | Escocia                        | 2:1 | Corea del Sur  | Estadio GSZ, Larnaca |  |
|                           | Little 16' (pen.) · Murray 89' |     | Yeo Min-ji 34' |                      |  |

## Grupo B
| Equipos      | Pts | PJ | PG | PE | PP | GF | GC | Dif |
| ------------ | --- | -- | -- | -- | -- | -- | -- | --- |
| Inglaterra   | 7   | 3  | 2  | 1  | 0  | 7  | 2  | +5  |
| Australia    | 6   | 3  | 2  | 0  | 1  | 4  | 3  | +1  |
| Países Bajos | 2   | 3  | 0  | 2  | 1  | 1  | 2  | -1  |
| Finlandia    | 1   | 3  | 0  | 1  | 2  | 1  | 6  | -5  |

| 4 de marzo de 2015, 14:30 | Finlandia        | 1:3 | Inglaterra                             | Estadio GSZ, Larnaca |  |
|                           | Saari 89' (pen.) |     | Sanderson 21' · Aluko 66' · Clarke 83' |                      |  |

| 4 de marzo de 2015, 17:30 | Países Bajos | 0:1 | Australia   | Estadio GSZ, Larnaca |  |
|                           |              |     | Crummer 73' |                      |  |

| 6 de marzo de 2015, 14:30 | Finlandia | 0:0 | Países Bajos | Estadio GSP, Nicosia |  |

| 6 de marzo de 2015, 17:30 | Australia | 0:3 | Inglaterra        | Estadio GSP, Nicosia |  |
|                           |           |     | Taylor 8' 17' 83' |                      |  |

| 9 de marzo de 2015, 14:30 | Países Bajos | 1:1 | Inglaterra | Estadio GSP, Nicosia |  |
|                           | Miedema 19'  |     | Aluko 43'  |                      |  |

| 9 de marzo de 2015, 17:30 | Australia                             | 3:0 | Finlandia | Estadio GSZ, Larnaca |  |
|                           | Gill 29' · Sykes 77' · Van Egmond 89' |     |           |                      |  |

## Grupo C
| Equipos         | Pts | PJ | PG | PE | PP | GF | GC | Dif |
| --------------- | --- | -- | -- | -- | -- | -- | -- | --- |
| México          | 7   | 3  | 2  | 0  | 0  | 3  | 0  | +3  |
| República Checa | 4   | 3  | 0  | 1  | 1  | 3  | 3  | 0   |
| Sudáfrica       | 3   | 3  | 1  | 0  | 1  | 1  | 3  | -2  |
| Bélgica         | 2   | 3  | 0  | 1  | 1  | 2  | 3  | -1  |

| 4 de marzo de 2015, 14:30 | México                 | 2:0 | Sudáfrica | Estadio Tasos Markou, Paralimni |  |
|                           | Corral 53' · Mayor 69' |     |           |                                 |  |

| 4 de marzo de 2015, 17:30 | República Checa                 | 2:2 | Bélgica                    | Estadio Tasos Markou, Paralimni |  |
|                           | Voňková 17' · I. Martínková 71' |     | Daniels 53' · Wullaert 79' |                                 |  |

| 6 de marzo de 2015, 14:30 | Bélgica | 0:1 | Sudáfrica      | Estadio Tasos Markou, Paralimni |  |
|                           |         |     | Seoposenwe 21' |                                 |  |

| 6 de marzo de 2015, 17;30 | República Checa | 0:1 | México     | Estadio Tasos Markou, Paralimni |  |
|                           |                 |     | Noyola 61' |                                 |  |

| 9 de marzo de 2015, 14:30 | Sudáfrica | 0:1 | República Checa | Estadio Tasos Markou, Paralimni |  |
|                           |           |     | Chlastáková 67' |                                 |  |

| 9 de marzo de 2015, 17:30 | México | 0:0 | Bélgica | Estadio Tasos Markou, Paralimni |  |

## Etapa de octavos de final

### Partido por el undécimo lugar
| 11 de marzo de 2015, 11:00 | Corea del Sur   | 1:1 5:3 penales  | Bélgica     | Estadio Paralimni, Paralimni |  |
|                            | Yoo Young-a 67' | [Report Reporte] | Daniels 49' |                              |  |

### Partido por el noveno lugar
| 11 de marzo de 2015, 12:00 | Finlandia                 | 2:1              | Sudáfrica       | Estadio GSP, Nicosia |  |
|                            | Kempi 7' · Westerlund 30' | [Report Reporte] | Seoposengwe 63' |                      |  |

### Partido por el séptimo lugar
| 11 de marzo de 2015, 13:00 | Escocia              | 3:1              | Países Bajos   | Estadio Ammochostos, Larnaca |  |
|                            | Little 17' 55' 90+1' | [Report Reporte] | Hoogendijk 70' |                              |  |

### Partido por el quinto lugar
| 11 de marzo de 2015, 14:00 | Australia                                                                            | 6:2              | República Checa | Estadio Paralimni, Paralimni |  |
|                            | Gorry 8' · Van Egmond 15' · De Vanna 34' · Heyman 54' · Polkinghorne 85' · Sykes 86' | [Report Reporte] | Benýrová 8' 63' |                              |  |

### Partido por el tercer lugar
| 11 de marzo de 2015, 14:00 | Italia                   | 2:3        | México                              | Estadio GSZ, Larnaca |  |
|                            | Cernoia 53' · Guagni 69' | [ Reporte] | Corral 45' · Franco 86' · Pérez 87' |                      |  |

### Final
| 11 de marzo de 2015, 18:00 | Canadá | 0:1              | Inglaterra    | Estadio GSZ, Larnaca |  |
|                            |        | [Report Reporte] | Sanderson 67' |                      |  |

## Clasificación Final
| Lugar | Equipo          |
| ----- | --------------- |
|       | Inglaterra      |
|       | Canadá          |
|       | México          |
| 4     | Italia          |
| 5     | Australia       |
| 6     | República Checa |
| 7     | Escocia         |
| 8     | Países Bajos    |
| 9     | Finlandia       |
| 10    | Sudáfrica       |
| 11    | Corea del Sur   |
| 12    | Bélgica         |

## Goleadoras
5 goals
- Kim Little

3 goles
- Jodie Taylor

2 goles
- Ashleigh Sykes
- Emily van Egmond
- Yana Daniels
- Christine Sinclair
- Eniola Aluko
- Lianne Sanderson
- Cristiana Girelli
- Alia Guagni
- Charlyn Corral
- Jermaine Seoposenwe

1 gol
- Larissa Crummer
- Lisa De Vanna
- Kathryn Gill
- Katrina Gorry
- Michelle Heyman
- Clare Polkinghorne
- Tessa Wullaert
- Candace Chapman
- Jessie Fleming
- Pavla Benýrová
- Jitka Chlastáková
- Irena Martínková
- Lucie Voňková
- Jessica Clarke
- Juliett Kempi
- Maija Saari
- Anna Westerlund
- Barbara Bonansea
- Valentina Cernoia
- Stefania Tarenzi
- Ji So-yun
- Yeo Min-ji
- Yoo Young-a
- Yamile Franco
- Stephany Mayor
- Teresa Noyola
- Veronica Perez
- Anouk Hoogendijk
- Vivianne Miedema
- Emma Mitchell
- Christie Murray

## Estadios
| Estadio             | Ciudad    | Capacidad |
| ------------------- | --------- | --------- |
| Estadio GSP         | Nicosia   | 22,859    |
| Estadio GSZ         | Larnaca   | 13,032    |
| Estadio Ammochostos | Larnaca   | 5,500     |
| Estadio Paralimni   | Paralimni | 5,800     |